# Estación de San Gervasio
San Gervasio (Sant Gervasi en catalán y oficialmente) es una estación subterránea de la red de Ferrocarriles de la Generalidad de Cataluña (FGC) perteneciente al bloque de líneas del Metro del Vallés, situada en el barrio de San Gervasio de Cassolas, en el distrito de Sarriá-San Gervasio de Barcelona. La estación tuvo en 2018 un tráfico total de 630 737 pasajeros, de los cuales 98 831 corresponden al Metro del Vallés y 531 906 a servicios urbanos.

## Situación ferroviaria
La estación se encuentra en el punto kilométrico 2,6 de la antigua línea de Sarriá a Barcelona, hoy integrado en las líneas de Barcelona al Vallés, a 66 metros de altitud. entre las estaciones de Gracia y Muntaner. El tramo es de ancho internacional en vía doble y está electrificado.

## Historia
El tramo de 4,6 km al que pertenece la estación fue inaugurado oficialmente el 25 de junio de 1863 por la Compañía del ferrocarril de Sarriá a Barcelona (FSB). Originariamente la línea estaba construida en ancho ibérico antiguo (1672 mm) y su propósito inicial era unir las dos poblaciones, puesto que entonces Sarriá era un municipio independiente. 
El antiguo apeadero de San Gervasio fue puesto en servicio el 23 de junio de 1863 y tenía dos vías con andenes laterales, pero al estar en trinchera tenía el edificio de pasajeros (a la derecha de las vías) a pie de calle. De hecho, muy cerca de Sant Gervasi estaba el único túnel cuando la línea estaba en la superficie. Para acceder a los andenes había que bajar una escalera.
El 26 de octubre de 1905 se completó la electrificación del tramo Plaza de Cataluña-Sarriá (al que pertenece la estación) y se cambió el ancho de la vía a internacional estándar (1435 mm), por lo que fue la primera línea en España en electrificarse.
El 24 de abril de 1929 se puso en servicio la estación subterránea de vía y plataforma ascendente (vía 1), afectando a la línea de Plaza Cataluña. En 1931 se completó el soterramiento de la otra plataforma. La estación subterránea de San Gervasio contaba con dos vías laterales de 55 metros de longitud y andenes con acceso desde la Plaza Molina por ascensores y una larga escalera.
El estallido de la Guerra Civil en 1936 dejó la estación en zona republicana. En la práctica el control recayó en los comités de obreros y ferroviarios. Con el final de la guerra, se devolvió la gestión de la línea y la infraestructura a sus propietarios. Hay que destacar que esta línea no pasó a manos de RENFE en 1941 por no ser de ancho ibérico (1672 mm), por lo que FSB pudo conservar la propiedad de la línea.
La estación no se concibe como estación de ferrocarril metropolitano hasta 1954, momento en que se construye y abre al público el ramal de Gracia a Avenida Tibidabo y unos años después el ramal de Sarriá a Reina Elisenda.
FSB, constructora de la línea, empezó a sufrir a partir de la década de 1970 problemas financieros debido a la inflación, el aumento de los gastos de explotación y tarifas obligadas sin ninguna compensación. En 1977 después de pedir subvenciones a diferentes instituciones, solicitó el rescate de la concesión de las líneas urbanas pero el Ayuntamiento de Barcelona denegó la petición y el 23 de mayo de 1977 se anunció la clausura de la red a partir del 20 de junio.
El 17 de junio de 1977, por Real decreto, se transfirieron las líneas a Ferrocarriles de Vía Estrecha (FEVE) de forma provisional, mientras el Ministerio de Obras Públicas del Gobierno de España, la Diputación de Barcelona, la Corporación Metropolitana de Barcelona y la Ayuntamiento de Barcelona estudiaban el régimen de explotación de esta red. Debido a la indefinición se produjo una degradación del material e instalaciones, que en algún momento determinaron la paralización de la explotación.
Con la reinstauración de la Generalidad de Cataluña, el Gobierno de España traspasó a la Generalidad la gestión de las líneas explotadas por FEVE en Cataluña, gestionando así los Ferrocarriles de Cataluña a través del Departamento de Política Territorial y Obras Públicas (DPTOP) hasta que se creó en 1979 la empresa Ferrocarriles de la Generalidad de Cataluña (FGC), la cual integraba el 7 de noviembre a su red estos ferrocarriles con la denominación línea Cataluña y Sarriá, culminando el traspaso de la propiedad y explotación de la línea.
En 1982 se crea la línea U6, por lo que pasa a considerarse como estación de metro y adopta la forma catalana del nombre (Sant Gervasi), pero no es exclusiva de servicios urbanos, sino que en ella paran trenes de líneas suburbanas (S5, S6 y S7). En 2003 la línea U6 pasa a llamarse L6.

## La estación[3]
Se sitúa en un tramo en curva. Un pasillo de enlace comunica desde la primavera de 2009 esta estación y la de Plaza Molina, que se encuentra muy próxima. En 2010 se puso en servicio la remodelación completa de las instalaciones, que incluye una nueva interconexión directa con la de Plaza Molina que se encuentra justo al lado. La estación cuenta con un único acceso desde el centro de Plaza Molina, común a la estación de la línea del Tibidabo. Este acceso cuenta con una entrada con escaleras fijas y una escalera mecánica, además de utilizar el edificio de inspiración modernista, ya existente, para un ascensor que desciende al nivel del vestíbulo desde la calle. En este vestíbulo común hay máquinas expendedoras de billetes y barreras de control de acceso. Desde este nivel se puede descender a los andenes a través de dos ascensores y una escalera. 

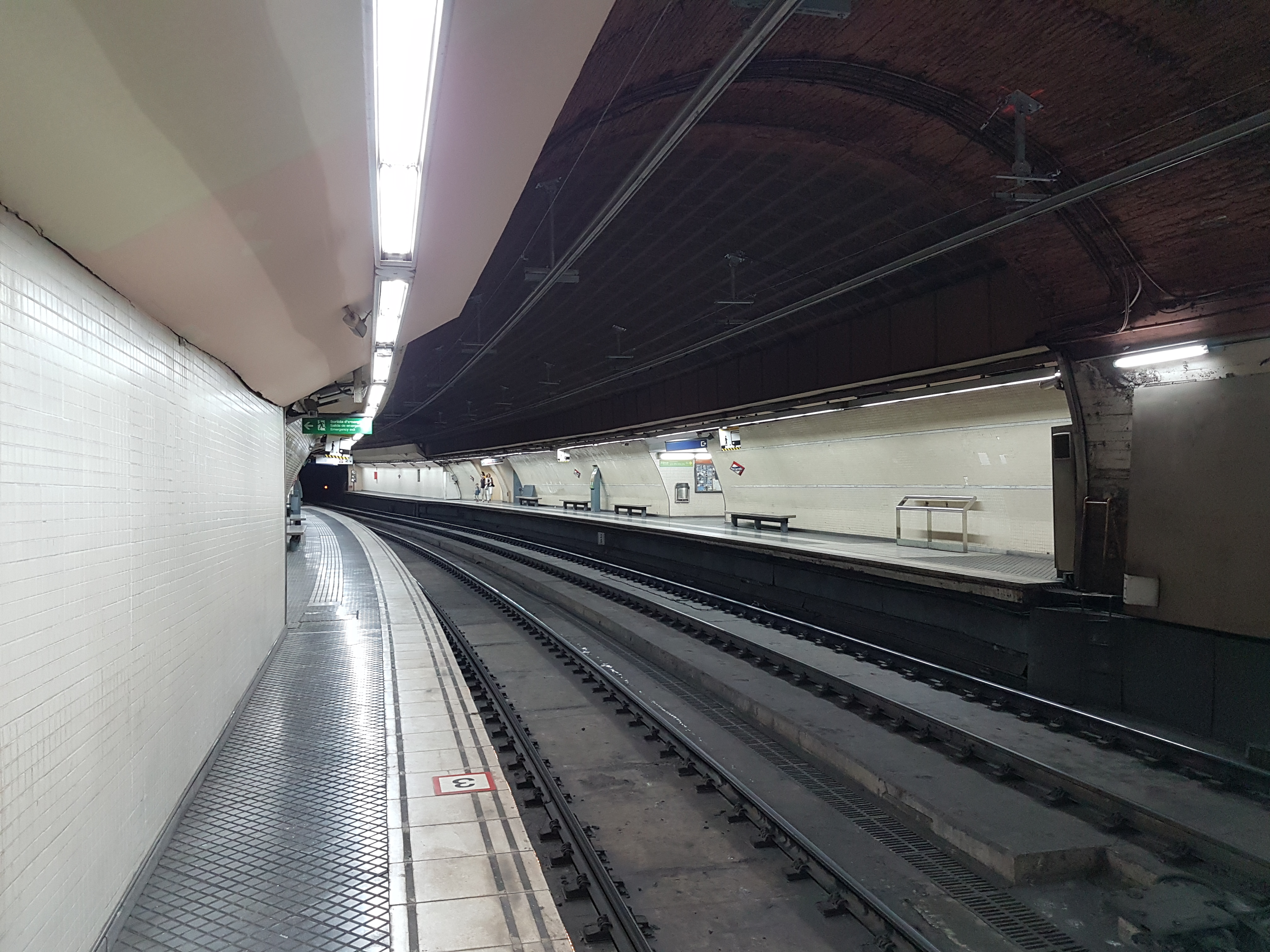
Estación de San Gervasio en 2018.

En el nivel -1 se encuentra el corredor de enlace entre las dos plataformas y que permite el acceso a la andén de la vía 2 (dirección Plaza de Cataluña) a la que se accede por escaleras o ascensor. Para llegar al andén de la vía 1 (dirección Sarriá) es necesario bajar al nivel -2 por un tramo más de escaleras o ascensor desde el nivel -1. Hay un enlace directo con escaleras que une el andén hacia Sarriá con el andén hacia Plaza de Cataluña de la estación de Plaza Molina. Los trenes circulan por las dos vías principales, con andenes laterales de 80 metros de longitud, que se han ampliado por el lado de Sarriá (vía 1) y por el lado de Plaza Cataluña (vía 2) para minimizar el impacto en el túnel existente. Las instalaciones se completan con una salida de emergencia desde el andén de la vía 2 hasta la calle usado durante las obras como acceso provisional a la estación.

## Servicios ferroviarios
No todos los servicios efectúan parada en la estación, por lo que hay estar atento a estos trenes para evitar accidentes. El horario de la estación se puede descargar del siguiente enlace. El plano de las líneas del Vallés en este enlace. El plano integrado de la red ferroviaria de Barcelona puede descargarse en este enlace.
| << cabecera                   | < estación | línea                     | estación > | cabecera >> |
| ----------------------------- | ---------- | ------------------------- | ---------- | ----------- |
| Línea Barcelona-Vallés de FGC |            |                           |            |             |
| Barcelona-Plaza de Cataluña   | Gracia     |                           | Muntaner   | Sarriá      |
| Barcelona-Plaza de Cataluña   | Gracia     | Tarrasa-Naciones Unidas   | Muntaner   |             |
| Barcelona-Plaza de Cataluña   | Gracia     | Sabadell-Parque del Norte | Muntaner   |             |